# Jasność koloru
Jasność koloru – określenie z języka popularnego. Oznaczenie „jasność” nie występuje jako termin ani w dziedzinie kolorymetrii, ani w fotometrii. Ze względu na niejasny charakter tego określenia CIE nie zdefiniowało go jako terminu technicznego ani naukowego.
Ekwiwalentem jasności w języku angielskim jest brightness. Jest to całkowita ilość światła, jaką dane źródło światła wydaje się emitować lub dana powierzchnia wydaje się odbijać.
Jasność, przede wszystkim w fotografii, jest interpretowana jako pojęcie psychologiczne związane z odbiorem światła emitowanego lub odbitego od danego obiektu. Jasność jest odpowiednikiem luminancji.
W przestrzeni RGB jasność może być zdefiniowana jako średnia arytmetyczna μ współrzędnych R, G i B.
Jasność jest jedną ze współrzędnych modelu kolorów Hue Saturation Brightness (HSB).